# Urbanov
Urbanov (en allemand : Urbanau) est une commune du district de Jihlava, dans la région de Vysočina, en République tchèque. Sa population s'élevait à 121 habitants en 2024.

## Géographie
Urbanov se trouve à 9 km au sud-sud-est de Třešť, à 22 km au sud-sud-ouest de Jihlava et à 124 km au sud-est de Prague.
La commune est limitée par Sedlejov au nord-ouest, par Nevcehle au nord-est et à l'est, par Olšany au sud-est, par Ořechov au sud, et par Žatec à l'ouest.

## Histoire
La première mention écrite de la localité date de 1355.